# Бартушова, Мария
Мария Бартушова (24 апреля 1936[…], Прага — 22 декабря 1996, Кошице) — словацкий скульптор, известная своими абстрактными скульптурами из белого гипса. Её работы выставлены в Центре Помпиду в Париже, Словацкой национальной галерее в Братиславе и галерее Тейт в Лондоне. Её работы вошли в кураторскую подборку Венецианской биеннале под названием «Молоко мечты» (апрель — ноябрь 2022 года).

## Биография
Мария Бартушова родилась 24 апреля 1936 года в Праге, Чехия.
С 1951 по 1955 год училась в Высшей школе прикладного искусства в Праге. С 1956 по 1961 год она продолжила обучение в Высшей школе прикладного искусства в Праге. После окончания учёбы она переехала со своим мужем, скульптором Юраем Бартушем, из Праги в словацкий город Кошице.
В 1966 году Бартушова была включена в Выставку молодёжи в Доме искусств в чешском Брно, это была её первая (из зарегистрированных) выставка. Она была членом Клуба конкретистов (Klub konkrétistů), организации конкретного искусства. На протяжении всей своей жизни она выставляла свои работы, преимущественно в Словакии и Чехии.
Бартушова умерла 22 декабря 1996 года в Кошице. Её работы выставлены в Центре Помпиду в Париже и Словацкой национальной галерее в Братиславе, находятся в коллекции Тейт в Лондоне и должны были быть показаны там на персональной ретроспективе в 2020 году. Из-за пандемии COVID выставка была перенесена на сентябрь 2022 — апрель 2023. Неделя открытия её монографической выставки «Мария Бартушова» в галерее TATE Modern в Лондоне 20 сентября 2022 года сопровождалась большим вниманием прессы. «Её уникальные биоморфные модели затрагивают такие важные темы, как принадлежность, рост и бесконечность. Бартушова работала за пределами традиционных центров современного искусства, но её произведения далеко не маргинальны. Ретроспектива в галерее Тейт Модерн предложит всесторонний взгляд на её видение и находчивость» — написал Guardian.

## Характеристики работ
Хотя Бартушова остается относительно неизвестным словацким скульптором, её работы были представлены широкой публике во время Documenta в Касселе в 2007 году (кураторы Роджер М. Бюргель, Рут Ноак). После этого её работы время от времени появлялись на международных выставках, а некоторые становились частью престижных коллекций современного искусства. Её работы выставлялись индивидуально, без более широкого контекста и без ссылки на более широкую динамику её практики.
Важными выставками Бартушовой являются: «Путь к органической скульптуре» (2005, Словацкая национальная галерея) и «Мария Бартушова: Временные формы» (2014—2015, Музей современного искусства, Варшава). Большинство её скульптур сделаны из гипса, материала, который по своей природе является предварительным и непостоянным. По этой причине её скульптуры по замыслу пробны, незавершены и преходящи. Иногда, когда «Бартушова поддавалась искушению использовать алюминий или бронзу, она немедленно подрывала их материальный вес либо через форму, либо через предмет: смягчая материал, приводя его в движение, изменяя его пропорции и высмеивая гравитацию».
На её работы второй половины 1960-х повлияло её индивидуальное видение конструктивных геометрических тенденций, связанных с новыми материалами, такими как гранёный алюминий. В 1976 и 1983 годах вместе с искусствоведом Г. Кладеком вела мастер-классы для детей-инвалидов и слабовидящих. Она создавала скульптуры, которые позволяли людям, неспособным видеть, познавать различные формы и текстуры, различать геометрические и органические формы, осознавать их эмоциональное значение и развивать альтернативное использование искусства с упором на тактильные характеристики скульптуры.
С 1980-х годов в её работах преобладали чистые, яйцевидные формы, такие как выдутые яйца и скорлупа, и идеализированные формы, подвергавшиеся деформации — сдавливанию, сжатию, разрушению и связыванию, например, перевязанные верёвкой овальные формы из хрупкого гипсового материала, иногда утяжелённые мелкими камнями. В своих работах, созданных после середины 1980-х годов, Бартушова начала использовать своеобразный метод получения гипсовых слепков с помощью фирменной техники, называемой «пневматической формовкой».

## Публичные коллекции
- Словацкая национальная галерея в Братиславе, Словацкая Республика
- Восточно-словацкая галерея, Кошице, Словацкая Республика
- Галерея Тейт, Лондон
- Музей современного искусства Варшавы, Польша
- Музей современного искусства, Париж, Франция
- Контакт. Коллекция произведений искусства Erste Group и Erste Foundation, Вена, Австрия
- Коллекция Первой словацкой инвестиционной группы, Словакия
- Коллекция Пино, Венеция, Италия
- Коллекция Гетца, Мюнхен, Германия
- Музей Суш, Швейцария
- Коллекция ISelf, Великобритания
- Семейная коллекция Прокешей, Польша